# Suokupora
Suokupora är en kulle i Finland.   Den ligger i den ekonomiska regionen  Fjäll-Lappland  och landskapet Lappland, i den norra delen av landet, 900 km norr om huvudstaden Helsingfors. Toppen på Suokupora är 212 meter över havet.
Terrängen runt Suokupora är platt.  Trakten runt Suokupora är nära nog obefolkad, med mindre än två invånare per kvadratkilometer. Närmaste större samhälle är Levi, 14,9 km väster om Suokupora. 